# Mary Celeste
Die Mary Celeste war eine Schonerbrigg, ein zweimastiges Segelschiff, das 1872 auf halbem Wege zwischen den Azoren und Portugal verlassen im Atlantik treibend aufgefunden wurde. Warum das Schiff dort trieb, ist bis heute ungeklärt. Die Mary Celeste ist eines der berühmtesten Geisterschiffe.
Mary Celeste ist die richtige Schreibweise des Namens, wenn auch die Schreibweise Marie Céleste existiert. Diese wurde vom Schriftsteller Arthur Conan Doyle für seine 1884 erschienene Geschichte J. Habakuk Jephson’s Statement (dt. „J. Habakuk Jephsons Bericht“, auch 1890 in dem Band The Captain of the Polestar, and other tales) benutzt, die das Mysterium um die Mary Celeste mit fiktiven Begebenheiten ausschmückte.

## Beschreibung

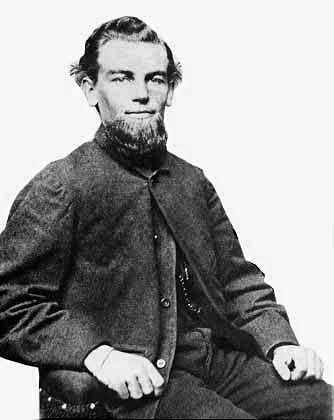
Kapitän Benjamin Briggs

Die Mary Celeste war eine 31 Meter lange Schonerbrigg mit einer Verdrängung von 282 Tonnen unter dem Befehl von Kapitän Benjamin Briggs. Am Fockmast fuhr sie vier Rahsegel (Fock-, Vormars-, Vorbramsegel, Vorroyalsegel) und vier Vorsegel, am Großmast Großgaffelsegel und Toppgaffelsegel, dazu vier Stagsegel, insgesamt 14/15 Segel.

## Geschichte

### Frühe Jahre
Gebaut wurde die Mary Celeste 1861 auf der Spencer-Insel am Nordufer des Minas-Kanals der Fundybucht, Neuschottland (Kanada), und war ursprünglich auf den Namen Amazon getauft. Nach der Fertigstellung hatte sie eine Länge von 99,3 ft.(= 30,27 m) und eine Verdrängung von 198,42 Tonnen. Das Schiff war der erste Bau der Dawis-Werft und gehörte einer Eignergemeinschaft. 40/64 der Anteile gehörten dem Erbauer Joshua Dawis und seinen Familienangehörigen. Erster Kapitän wurde der Auftraggeber Robert McLellan, der aber bereits vor der Jungfernfahrt starb. Sein Nachfolger wurde in den Jahren 1861/62 John Nutting Parker. Die Amazon unternahm Fahrten nach Europa, entlang der amerikanischen Ostküste und zu den Westindischen Inseln. 1863 wurde William Thompson Kapitän.
Das Schiff wurde mehrmals verkauft, bevor es 1869 den Namen Mary Celeste erhielt.

### Verschwinden der Besatzung

#### Letzter Kontakt und Auffinden des Schiffes
Am 7. November 1872 lud die Mary Celeste Industriealkohol im Auftrag der Firma Meissner, Ackermann & Co in New York City und lief damit nach Genua in Italien aus.
Am 4. Dezember wurde sie von der Bark Dei Gratia in scheinbar gutem Zustand gesichtet, jedoch war niemand an Bord. Kapitän Briggs, seine siebenköpfige Besatzung und die Passagiere wurden nie wieder gesehen.
Die Dei Gratia hatte New York sieben Tage nach der Mary Celeste verlassen. Bei der Annäherung konnte die Mary Celeste zwei Stunden lang beobachtet werden, und es wurde offensichtlich, dass sie führerlos trieb. Es waren keine Notsignale geflaggt. Kapitän Morehouse von der Dei Gratia kannte Kapitän Briggs persönlich als einen erfahrenen Seemann. Der Erste Offizier (Chief Mate) der Dei Gratia, Oliver Deveau, setzte mit einem Kommando in einem Ruderboot zur Mary Celeste über, um das Schiff zu untersuchen. Er fand eine defekte Lenzpumpe und eine Menge Wasser zwischen den Decks. Er berichtete an seinen Kapitän, auf dem Schiff sei ein „total nasses Durcheinander“ („the whole ship was a thoroughly wet mess“). Selbst das Kapitänsbett war völlig durchnässt. In der Kombüse war der Ofen aus seinem Platz gerissen, und die Küchenutensilien lagen verstreut herum.
Verschiedene Luken und die Lazaretttür standen offen, die Schiffsuhr war außer Funktion und der Kompass zerstört. Der Sextant und das Chronometer waren nicht aufzufinden, was darauf hinwies, dass das Schiff absichtlich verlassen worden war und die beiden Geräte dabei eingepackt wurden. Das einzige Rettungsboot schien eher absichtlich zu Wasser gelassen und nicht weggespült worden zu sein (andere Quellen behaupten jedoch, es sei noch an Bord gewesen).
Die Fracht von 1.701 Fässern Ethanol im Zeitwert von 35.000 US-Dollar schien intakt. Allerdings wurde bei der Entladung in Genua festgestellt, dass neun Fässer leer waren. Ein Nahrungsmittel- und Wasservorrat für sechs Monate war an Bord. Mit Ausnahme des Logbuches konnten keinerlei Schiffspapiere gefunden werden. Der letzte Eintrag im Logbuch datierte auf den 25. November und gab eine Position unweit der Insel St. Mary (Santa Maria) der Azoren an.
Ein Teil der Mannschaft der Dei Gratia wurde abgestellt, um die Mary Celeste nach Gibraltar zu segeln. Während der Seegerichtsverhandlung lobte der Richter die Mannschaft für ihren Mut und ihren erfahrenen Umgang. Jedoch wendete sich das Blatt, als der Gerichtsoffizier der Admiralität, Frederick Solly Flood, die Anhörung plötzlich von einem Bergungsverfahren in ein Verfahren gegen die Männer der Dei Gratia wendete, weil er unlautere Machenschaften vermutete. Am Ende erhielt die Mannschaft zwar ein Bergungsgeld, es fiel jedoch deutlich geringer aus als erwartet – als „Strafe“ für ein vom Gericht nicht definiertes (und auch nicht bewiesenes) Unrecht.

#### Vermutungen
Dutzende von Theorien wurden zum Mysterium um die Mary Celeste geäußert, von Piraten bis zur Entführung durch außerirdische Lebensformen. Die Annahme, das Verschwinden habe etwas mit dem berüchtigten Bermudadreieck zu tun, entbehrt jeder Grundlage. Von dort war das Schiff viel zu weit entfernt.
Realistisch erscheinen folgende Abläufe:
- Sir William Charles Crocker, ein Versicherungsexperte, vermutete ungefähr Folgendes: Die Ladung bestand u. a. aus (wie oben erwähnt) 1.701 Fässern mit Rohalkohol. Deshalb wurde auch seit Beginn der Reise wegen der austretenden Dämpfe immer wieder der Frachtraum gelüftet. Wegen stürmischen Wetters musste man die Luken eine Zeitlang schließen, und neun der Fässer hatten sich währenddessen durch Leckage entleert. Ihr Inhalt hatte die Luft im Frachtraum zu einer hochexplosiven Ethanol-Luftmischung gesättigt. Zwischen Frachtraum und Kombüse existierte eine Öffnung, durch die die Alkoholdämpfe in die Kombüse gelangen konnten. Als man dann den Herd anzündete, um eine warme Mahlzeit zuzubereiten, kam es vermutlich zu einer Verpuffung in der Kombüse, die sich durch den Kanal bis in den Frachtraum fortsetzte. Man fand deshalb keine Rauchspuren, weil eine Alkoholverbrennung keine Verbrennungsrückstände hinterlässt. Aus Furcht vor einer (weiteren) Explosion ging die gesamte Besatzung von Bord in das Rettungsboot. Das Rettungsboot war durch ein Seil mit dem Schiff verbunden, doch irgendwann riss das Seil, und das Boot trieb ab.
- Eine weitere Vermutung ist, dass der Kapitän die Alkoholdämpfe entlüften wollte. Um den Dämpfen zu entgehen, habe sich die Besatzung in das Rettungsboot begeben. Als dann ein Sturm aufkam, habe die Besatzung nicht mehr zum Schiff zurückkehren können.
- Es wurde auch spekuliert, ein Seebeben habe mehrere Besatzungsmitglieder ins Meer geschleudert und viel Wasser in das Schiff eindringen lassen, woraufhin die übrige Besatzung in der Annahme, dieses werde sinken, das Schiff überstürzt aufgegeben habe. Dafür wurden als Argumente angegeben, dass die Segelführung und die Segelbefestigung darauf hingedeutet hätten, dass die Mannschaft mitten während eines Manövers zur Änderung der Segelstellung dieses abgebrochen habe (oder beim Seebeben über Bord gegangen sei). Das Rettungsboot sei deshalb auch nicht mit einem Seil verbunden worden, ein gerissenes Seilende war nicht gefunden worden. Seebeben sind in der Region nördlich der Azoren häufig.
- Das in Zagreb erschienene deutschsprachige Morgenblatt druckte in der Ausgabe vom 1. Februar 1939 eine These des englischen Seemanns Georg Osborne ab: Demnach habe Osborne als Kapitän des Kutters Girl Pat beobachtet, dass „bei verschiedenen kleinen atlantischen Inseln […] der Sand an den Küsten eine merkwürdige Zusammensetzung aufwies. Diese Inseln ragen oft als einsame Spitzen aus größerer Tiefe empor. Der Sand, der sich rund um diese Inseln ansetzt, rutscht oft bei der leisesten Berührung in die Tiefe.“ Nach seiner Theorie sei die Mary Celeste vor einer solchen Insel vor Anker gegangen oder sogar ein wenig den Strand hinaufgefahren. Nachdem die Besatzung das Schiff verlassen habe, sei der Sand abgerutscht und habe das Schiff freigegeben, das „selbst bei mäßigem Wind ganz alleine seine Fahrt fortsetzen [konnte], während die Mannschaft auf der Insel zurückblieb und nach und nach den Tod fand.“ Ob die in der Zeitung abgedruckte Ankündigung Osbornes, verschiedene kleine Inseln im Atlantik nach den Überresten der Besatzung abzusuchen, in die Tat umgesetzt wurde, ist nicht bekannt.

#### Verschwundene Besatzung
Die letzte Besatzung und die letzten Passagiere der Mary Celeste sind wie folgt im Logbuch des Schiffes verzeichnet:
| Name                                          | Status           | Nationalität                                                                                               | Alter |
| --------------------------------------------- | ---------------- | --- | ----- |
| Benjamin S. Briggs                            | Kapitän          | Amerikaner                                                                                                 | 37    |
| Albert C. Richardson                          | 1. Offizier      | Amerikaner                                                                                                 | 28    |
| Andrew Gilling, richtig Andres Jensen Gylling | 2. Offizier      | Däne (* 30. September 1850 in Kolby/Samsø)                                                                 | 23    |
| Edward W. Head                                | Steward und Koch | Amerikaner                                                                                                 | 23    |
| Volkert Lorenzen                              | Seemann          | Deutscher/Nordfriese von Föhr, registriert in den Kirchbüchern von St. Laurentii/Süderende/Föhr            | 29    |
| Arian Knudt Martens                           | Seemann          | Deutscher/Nordfriese (* 13. September 1837 in Süddorf/Amrum)                                               | 35    |
| Boy Lorenzen                                  | Seemann          | Deutscher/Nordfriese, Bruder von Volkert, registriert in den Kirchbüchern von St. Laurentii/Süderende/Föhr | 23    |
| Gottlieb Goudschaal                           | Seemann          | Deutscher/Ostfriese aus Westerende                                                                         | 23    |

| Name                               | Status               | Alter |
| ---------------------------------- | -------------------- | ----- |
| Sarah Elizabeth Briggs (geb. Cobb) | Ehefrau des Kapitäns | 30    |
| Sophia Matilda Briggs              | Tochter              | 2     |

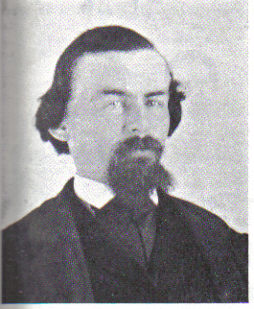
Benjamin Briggs, Kapitän der Mary Celeste
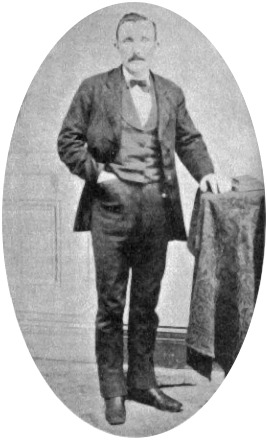
Albert C. Richardson, 1. Maat
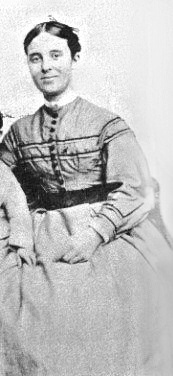
Sarah Elizabeth Briggs, Ehefrau des Kapitäns
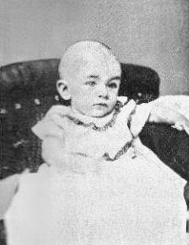
Sophia Matilda Briggs, Tochter von Benjamin und Sarah Briggs

### Letzte Jahre
Nach der Instandsetzung der Mary Celeste wurde das Schiff zwölf Jahre lang von verschiedenen Eignern genutzt, bis der letzte Eigner am 3. Januar 1885 versuchte, es mit einer Ladung Gummistiefel und Katzenfutter vor dem Rochelois-Riff bei Haiti zu versenken; offensichtlich, um eine unverhältnismäßig hohe Versicherungssumme für eine fast wertlose Ladung zu kassieren. Das Schiff ging jedoch nicht sofort unter, so dass Versicherungsinspektoren das Betrugsmanöver aufdecken konnten.

### Auffinden des vermeintlichen Wracks
Die Überreste der Mary Celeste wollte der amerikanische Schriftsteller Clive Cussler am 9. August 2001 am Riff vor Haiti mit Hilfe der von ihm gegründeten Vereinigung National Underwater and Marine Agency (NUMA) entdeckt haben. Untersuchungen der Wachstumsringe des Holzes (Dendrochronologie) des gefundenen Wracks durch Scott St. George von der Geological Survey of Canada datierten die jüngsten Jahresringe jenes Wracks jedoch auf ein Jahrzehnt nach dem Sinken der Mary Celeste.

## Rezeption

### Film
1935 erstellte der Regisseur Denison Clift nach einem eigenen Drehbuch unter dem Titel The Mystery of the Mary Celeste eine Version der Geschichte als Meuterei-Film. Dracula-Darsteller Bela Lugosi übernahm die Rolle des Anton Lorenzen, welche eine Anspielung auf das tatsächliche Besatzungsmitglied Volkert Lorenzen war. Dieser Film war eine frühe Produktion der Hammer-Filmstudios, erhielt aber miserable Kritiken.
Eine Science-Fiction-Erklärung bietet eine Episode der langjährigen britischen SF-Fernseh-Serie Doctor Who der BBC an. Dort landet im dritten Teil des Sechsteilers The Chase namens Flight Through Eternity (BBC-Erstausstrahlung: 5. Juni 1965) der Protagonist mit seiner Zeitmaschine TARDIS für wenige Minuten auf der Mary Celeste, verfolgt von einer Zeitmaschine seiner Erzfeinde, der Daleks, bei deren Erscheinen die gesamte Besatzung des Schiffes vor Angst über Bord springt.
In Deutschland gab es 1972 nach dem Drehbuch von Rolf Olsen eine Verfilmung unter dem Titel Das Geheimnis der Mary Celeste, in der u. a. Hans-Joachim Kulenkampff und Marion Kracht mitwirkten.
1980 wurde der Fall der Mary Celeste in der von Leonard Nimoy moderierten Fernsehserie In Search of… in der Folge 18 der vierten Staffel: The Ghost Ship behandelt.
Im Film Ghost Ship (2002) mit Gabriel Byrne wird die Geschichte um die Mary Celeste in einer Erzählung erwähnt: Die Ladung sei Baumwolle gewesen, das Schiff sei vier Monate nach seinem Verschwinden vor Tripolis im Mittelmeer unter vollen Segeln und ohne Besatzung bzw. Passagiere gesehen worden. Die Frage hierbei stellt der erzählende Kapitän (Byrne): „Das Schiff fuhr 4000 Seemeilen über offenen Ozean, durch die Straße von Gibraltar, unter vollen Segeln … und kein Mann stand am Ruder.“

### Musik
Der britische Singer-Songwriter Al Stewart verarbeitete die Geschichte der Mary Celeste in seinem Lied Life in Dark Water, das 1978 auf dem Album Time Passages erschien.
Die friesische Rockgruppe Mandrake veröffentlichte 2008 ihr Album Mary Celeste in Anlehnung an den Vorfall.
Im Song Then She Appeared der Gruppe XTC wird ebenfalls das Schicksal der Mary Celeste erwähnt.

### Videospiele
Im 2009 veröffentlichten polnischen Videospiel Das Vermächtnis – Der Baum des Lebens kommt der Mary Celeste eine bedeutende Rolle in der Handlung zu: Dort war ihr Kapitän Briggs damals an die Kiste eines Konquistadoren gelangt, in der sich Hinweise auf den sagenhaften Baum des Lebens finden.
Das 2010 veröffentlichte Point-and-Click-Adventure Black Sails spielt auf der verlassenen Mary Celeste. Der Seemann Volkert Lorenzen hat als einziges Besatzungsmitglied seinen richtigen Namen behalten. Auch die Ethanolladung sowie das kleine Mädchen, das an Bord war, spielen eine Rolle.